# عبد الجليل خليل
عبد الجليل خليل إبراهيم حسن (مواليد 14 ديسمبر 1961) مهندس وسياسي بحريني. عضو سابق في مجلس النواب عن جمعية الوفاق الوطني الإسلامية.

## النشأة والسيرة
ولد عبد الجليل في قرية السنابس بالبحرين في 14 ديسمبر 1961. درس الهندسة الميكانيكية في جامعة الملك سعود بالسعودية حيث حصل على البكالوريوس في يناير 1986. في يوليو 1999 حصل على ماجستير إدارة خدمات المباني من جامعة هيريوت وات الاسكتلندية. عمل في شركة أيرميك من 1995 إلى 2006 ثم بدأ في وظيفة مهندس الخدمات الميدانية من مارس 1995 ثم ترقى إلى مدير المشروع في أغسطس 1999 ثم ترقى إلى المدير العام في سبتمبر 2000. له عمود ثابت في صحيفة الوسط وهو عضو مجلس إدارة جمعية المهندسين البحرينية وجمعية الصداقة البحرينية الأمريكية ومؤسسة الجمري التي تسعى إلى تعزيز الحوار بين السنة والشيعة. كما يرأس جمعية البحرين لطلاب الجامعة وهو يحافظ على «علاقات وثيقة مع خريجي الجامعة في الآونة الأخيرة». برقية ويكيليكس وصفته بأنه يعرف عنه «بمهارات المعلومات الاستخباراتية والإدارة والخطابة».
عبد الجليل متزوج من عفاف الجمري الناشطة في مجال المرأة وكاتبة. عفاف ابنة رجل الدين الشيعي عبد الأمير الجمري وشقيقة منصور رئيس تحرير صحيفة الوسط ومحمد عضو سابق في مجلس النواب. لديهما ابنان وابنة.

## الحياة السياسية
في أغسطس 1988 ألقي القبض على عبد الجليل في اتصال مع أنشطة المعارضة ذات الصلة بوالد زوجته التي كانت العلاقة بينهما قوية جدا. حكم عليه في وقت لاحق بالسجن سبع سنوات. زعم بأنه تعرض للتعذيب أثناء الاحتجاز. عفا عنه الأمير حمد بن عيسى بن سلمان آل خليفة (حاليا الملك) في عام 2000.
كان خليل أحد الأعضاء المؤسسين للحزب السياسي جمعية الوفاق الوطني الإسلامية في عام 2001. حمل منصبا رفيعا في الجمعية. في عام 2006 انتخب عضوا في مجلس النواب عن الدائرة الرابعة في محافظة العاصمة. ترأس اللجنة المالية في البرلمان التي قامت بإجراء تحقيقات في أملاك الدولة. عرف عن قدرته على التعاون مع الكتل الأخرى على الرغم من الخلافات الطائفية. فاز افتراضيا في انتخابات عام 2010 بعد انسحاب جميع المرشحين ليصبح رئيس كتلة الوفاق. في فبراير 2011 قام عبد الجليل و 17 عضصو نيابي وفاقي آخر بتقديم استقالاتهم احتجاجا على حملة الحكومة ضد الاحتجاجات مستوحاة من الربيع العربي.